# Fontenay (Manche)
Fontenay és un municipi francès situat al departament de la Manche i a la regió de Normandia. L'any 2007 tenia 298 habitants.

## Demografia

### Població
El 2007 la població de fet de Fontenay era de 298 persones. Hi havia 116 famílies de les quals 24 eren unipersonals (20 homes vivint sols i 4 dones vivint soles), 52 parelles sense fills, 36 parelles amb fills i 4 famílies monoparentals amb fills.
La població ha evolucionat segons el següent gràfic:
Habitants censats

### Habitatges
El 2007 hi havia 139 habitatges, 121 eren l'habitatge principal de la família, 8 eren segones residències i 10 estaven desocupats. 134 eren cases i 5 eren apartaments. Dels 121 habitatges principals, 96 estaven ocupats pels seus propietaris i 25 estaven llogats i ocupats pels llogaters; 3 tenien dues cambres, 23 en tenien tres, 38 en tenien quatre i 56 en tenien cinc o més. 105 habitatges disposaven pel capbaix d'una plaça de pàrquing. A 59 habitatges hi havia un automòbil i a 54 n'hi havia dos o més.

### Piràmide de població
La piràmide de població per edats i sexe el 2009 era:
| Homes | Edats   | Dones |
| ----- | ------- | ----- |
| 0     | 95 o +  | 0     |
| 0     | 90 a 94 | 0     |
| 0     | 85 a 89 | 4     |
| 0     | 80 a 84 | 4     |
| 8     | 75 a 79 | 4     |
| 4     | 70 a 74 | 8     |
| 8     | 65 a 69 | 0     |
| 8     | 60 a 64 | 16    |
| 20    | 55 a 59 | 16    |
| 12    | 50 a 54 | 16    |
| 8     | 45 a 49 | 16    |
| 0     | 40 a 44 | 0     |
| 4     | 35 a 39 | 4     |
| 4     | 30 a 34 | 12    |
| 12    | 25 a 29 | 8     |
| 0     | 20 a 24 | 0     |
| 4     | 15 a 19 | 16    |
| 4     | 10 a 14 | 4     |
| 20    | 5 a 9   | 4     |
| 12    | 0 a 4   | 8     |

## Economia
El 2007 la població en edat de treballar era de 183 persones, 137 eren actives i 46 eren inactives. De les 137 persones actives 128 estaven ocupades (72 homes i 56 dones) i 8 estaven aturades (2 homes i 6 dones). De les 46 persones inactives 20 estaven jubilades, 11 estaven estudiant i 15 estaven classificades com a «altres inactius».

### Ingressos
El 2009 a Fontenay hi havia 129 unitats fiscals que integraven 319 persones, la mediana anual d'ingressos fiscals per persona era de 13.396 €.

### Activitats econòmiques
Dels 7 establiments que hi havia el 2007, 2 eren d'empreses de fabricació d'altres productes industrials, 3 d'empreses de construcció, 1 d'una empresa de comerç i reparació d'automòbils i 1 d'una empresa d'hostatgeria i restauració.
Dels 3 establiments de servei als particulars que hi havia el 2009, 1 era un paleta, 1 guixaire pintor i 1 fusteria.
L'any 2000 a Fontenay hi havia 42 explotacions agrícoles que ocupaven un total de 594 hectàrees.

## Equipaments sanitaris i escolars
El 2009 hi havia una escola elemental integrada dins d'un grup escolar amb les comunes properes formant una escola dispersa.

## Poblacions més properes
El següent diagrama mostra les poblacions més properes.